# G.114
G.114 er en ITU anbefaling der behandler acceptable forsinkelser for stemmeapplikationer. Den har national telekommunikation som målgruppe og er mere stringent end anbefalinger der normalt gælder for stemme-netværk.